# أدا هيتشنز
أدا فلورنس ريمفري هيتشنز (بالإنجليزية: Ada Hitchins)‏ (26 يونيو 1891 – 4 يناير 1972)، عالمة كيمياء بريطانية، وهي المساعدة البحثية الرئيسية للعالم الكيمياء البريطاني فردريك سودي الذي فاز بجائزة نوبل بفضل أعماله المتعلقة بالعناصر المشعة والنظائر. فقد قامت هيتشنز بفصل عينات اليورانيوم من المادة الخام، واستطاعت أن تقيس كتلة اليورانيوم الذرية بدقة بالغة، وتُعد نتائج قياساتها أول دليل تجريبي على وجود نظائر متباينة الكتلة. ساهمت هيتشنز في اكتشاف عنصر البروتكتينيوم الذي تنبأ ديميتري مندليف بوجوده ليشغل المكان الفارغ بين اليورانيوم والثوريوم في الجدول الدوري.

## تعليمها
وُلدت هيتشنز في 26 يونيو 1891 في مدينة تافيستوك، ديفون، إنجلترا. وهي ابنة ويليام هيدلي هيتشنز الذي كان يعمل مُشرفًا في مصلحة الجمارك وضرائب الإنتاج؛ وزوجته أني سارا بيرسونس. ومكثت تلك العائلة لفترة ما في كامبيلتاون، سكوتلندا حيث تلقت هيتشنز تعليمها الثانوي وتخرجت عام 1909. ثم التحقت بجامعة غلاسكو حيث نالت درجة البكالوريوس في العلوم مع مرتبة الشرف عام 1913. وقد فازت بعدة جوائز في علم النبات والجيولوجيا إلى جانب حصولها على مرتبة التميز الخاصة كمكافأة على أعمالها في الكيمياء.

## حياتها العملية
وفي آخر سنة لها في جامعة غلاسكو، شرعت هيتشنز في العمل لصالح فردريك سودي. وحينما انتقل إلى جامعة أبردين ليكون أستاذًا في علم الكيمياء عام 1914، رافقته هيتشنز إلى تلك الجامعة ومعها مساعد آخر هو جون كرانستون. وبعد رحيلها إلى أبردين عُينت هيتشنز أستاذة باحثة ضمن برنامج كارنغي لمدة سنة، إلى جانب حصولها على مكافأة مالية مُقدمة من معهد سكوتلندا للأبحاث الذي أسسه رجل الأعمال الأمريكي أندرو كارنغي لأغراض خيرية.
ولكنّ خطط سودي في إنشاء مركز أبحاث مزدهر باءت بالفشل بعد نشوب الحرب العالمية الأولى، فقد صار طلابه جنودًا، وشُجعت الطالبات على إتمام دورات بشكل سريع حتى يتسنى لهم شغل الوظائف الفارغة في مؤسسات الحكومة ومجال الصناعة في أقرب وقت ممكن. ووقع الاختيار على هيتشنز لتُجنّد في معامل الأميرالية البريطانية لتحليل الصلب في عام 1916. وعقب انتهاء الحرب وعودة المجندين، فُصلت النساء العاملات من وظائفهن التي كانت من نصيب الجنود سابقًا. وبعدما انتهت هيتشنز من أداء خدمتها العسكرية، تمكنت من إيجاد وظيفة في مصانع شيفيلد للصلب.
وفي عام 1921، وبينما كان فرديريك سودي يعمل لصالح جامعة أوكسفورد، تمكن من تعيين هيتشنز مساعدة فنية لديه من جديد بعد حصوله على دعم مالي وفير. فقد فاز مؤخرًا بجائزة نوبل لأعماله عن العناصر المشعة والنظائر. وفي عام 1922، صارت هيتشنز مساعدته البحثية الخاصة. وظلت تعمل لصالحه حتى عام 1927، ثم انتقلت إلى كينيا حتى تكون قريبة من عائلتها.

## أبحاثها المتعلقة بالإشعاع الذري
عملت هيتشنز لصالح سودي لمدة 15 عام، وكانت تتميز تلك الفترة بأعلى إنتاجية بحثية في حياتها. فقد كانت مساعدته الرئيسية، وكانت وحدها من تلازمه في عمله لفترة طويلة. وقد كان لها الفضل الأكبر في المساهمة في أبحاث سودي التي أدت إلى حصوله على جائزة نوبل، فقد ساهمت في تحضير المواد المشعة بحرص شديد وإجراء تجارب مضنية على عناصر اليورانيوم والبروتكتينيوم ونظائر الرصاص.

### اليورانيوم والأيونيوم
بينما كانت هيتشنز تعمل مع سودي، كان العلماء يبحثون في ذلك الوقت عن عناصر كيميائية جديدة ونظائر لم يسبق لهم معرفة ماهيتها. ومنذ عام 1904، افترض الباحثون أن ناتج اضمحلال اليورانيوم هو عنصر الراديوم، لكن آلية حدوث ذلك كانت لا تزال مبهمة. وفي عام 1907، استطاع عالم الإشعاع الكيميائي بيرترام بولتوود أن يعزل عينة من المادة التي اعتقد أنها العنصر الانتقالي الجديد بين اليورانيوم والراديوم، وأطلق عليه اسم «الأيونيوم». ولاحقًا اكتشف الباحثون أن هذا العنصر هو في الحقيقة أحد نظائر الثوريوم: «230Th».
وقد طلب سودي من هيتشنز أن تبحث في أمر الأيونيوم. إذ قامت باستخراج اليورانيوم من المادة الخام لإنتاج عينات من اليورانيوم النقي، واستطاعت أن تحدد عمر النصف الخاص بالأيونيوم. وقد أظهرت أبحاثها كذلك زيادة تركيز الراديوم في محاليل اليورانيوم الخاصة بها بمعدل منتظم. ونُشرت أبحاثها عام 1915.

### تعيين الوزن الذري لرصاص الثوريوم
ساهمت هيتشنز في تعيين الوزن الذري للرصاص بناءً على القياسات التي أجريت على المواد الخام المشعة، وقد عززت تلك النتائج من فهمنا للنظائر. فقد حضرت هيتشنز عينات الرصاص المقطرة من بللورات الثورايت والتي استخدمها سودي في أبحاثه وأرسلها إلى أوتو هونيخشميد، وعكف بدوره على إثبات أن الوزن الذري لرصاص الثوريوم أعلى من الرصاص العادي.
وقال سودي في تقريره البحثي المنشور عام 1917: «طبقًا للتحاليل التي قمت بها بمساعدة الآنسة هيتشنز، تحتوي عينة الثورايت التي تزن 20 كغ على 0-4% من الرصاص، و57% من الثوريوم، و1-0.3% من اليورانيوم، ونحو 0-5 سم مكعب من الهيدروجين لكل غرام». وقد أوضح هذا البحث أن الوزن الذري ليس ثابتًا، فحتى العناصر النقية يمكن أن تحتوي على خليط متنوع من النظائر ذات أوزان ذرية مختلفة.

### الأكتينيوم والبروتكتينينوم
استدعي الباحث جون كرانستون (مساعد سودي الآخر، والذي انتقل معه أيضًا من غلاسكو إلى أبردين كما فعلت هيتشنز) لأداء خدمة التجنيد عام 1915. ثم استكملت هيتشنز أبحاث كرانستون قبل أن تُستدعى هي الأخرى لأداء خدمة التجنيد عام 1916. وقد أدى هذا البحث إلى اكتشاف عنصر جديد في سلسلة اضمحلال اليورانيوم 235 إلى الأكتينيوم، ولاحقًا عُرف هذا العنصر بالبروتكتينيوم. وقد أدى اكتشاف البروتكتينيوم إلى إكمال النسخة الأولية من الجدول الدوري الذي اقترحه مندليف، والذي تنبأ بوجود عنصر ما بين الثوريوم واليورانيوم في عام 1871. وفي ذات الوقت تقريبًا اكتشف نفس النظير (Pa231) بواسطة العالمين أوتو هان وليز مايتنر بصورة مستقلة.
وقد نشر كلٌّ من سودي وكرانستون ورقتهما البحثية المشتركة عام 1918. ورغم أنه لم يُذكر اسم هيتشنز على غلاف الورقة، لكن سودي لم يتغافل عن ذكر إسهاماتها الهامة في إتمام هذا البحث: «قمنا بتلك التجارب تحت ظروف نجهل فيها آلية اضمحلال اليورانيوم وصلته بالراديوم. ولكن نتائج التجربة تحتوي على معلومات هامة عن الطرق المختلفة التي قد ينتج عنها الأكتينيوم، والتي لم يسبق لنا مناقشتها في ضوء الاكتشافات الأخيرة.
وبداية من عام 1915، تكفلت الآنسة هيتشنز باستكمال الأبحاث بعد غياب جون كرانستون لأداء الخدمة العسكرية، وذلك قبل أن ترحل هي الأخرى حتى تنتهي من تأدية خدمتها. وقد أدت مساهماتها الجليلة إلى تأكيد الاستنتاجات التي توصلنا إليها.»

### قياس النشاط الإشعاعي
وفي أعمالها المبكرة مع سودي، حضرت هيتشنز عينات قياسية من الراديوم بهدف معايرة أجهزة الإلكتروسكوب التي كانت تستخدم في قياس شدة النشاط الإشعاعي.
وبعد عودتها إلى العمل مع سودي في عام 1921، استطاعت قياس عمر نصف الأيونيوم بدقة أكبر، واستطاعت تعيين نسب نظائر الثوريوم في عينات المعادن. وطورت أيضًا أساليبها الخاصة لاستخراج المواد المشعة من المعادن والمواد الخام.
وعن ذلك كتب سودي: «وأنا أرى أن الآنسة هيتشنز عالمة كيمياء ناجحة ومتميزة، وتمتلك قدرًا واسعًا من المعرفة والتجارب المتعلقة بالتحليل الكيميائي المتقدم. وأكن لها كل الاحترام والتقدير نظرًا لحرصها في التعامل مع المواد النادرة باهظة الثمن، فلم يسبق لها أن تسببت في أي حادثة على الإطلاق.»

## أواخر حياتها
في عام 1927 انتقلت هيتشنز إلى كينيا حتى تنضم إلى أفراد عائلتها التي هاجرت إلى هناك. ثم بعث فردريك سودي رسالة إلى المكتب البريطاني الاستعماري، وأوصى فيها بتعيين هيتشنز في أحد الوظائف الحكومية. ثم عُينت هيتشنز بصفتها عالمة كيمياء في معمل اختبارات السبائك المعدنية التابع لقسم التعدين والجيولوجيا الخاص بالحكومة الاستعمارية حتى عام 1946. وبعد تقاعدها، أصدر القسم تقريره السنوي الذي أشاد فيه بكفاءة هيتشنز وسمعتها الطيبة، وقيل فيه إن غيابها عن الصناعة هو أمر مؤسف للغاية.
وفي عام 1946 تزوجت هيتشنز من المزارع جون روس ستيفن.
وتوفيت هيتشنز في 4 يناير 1972 في بريستول، إنجلترا.